# 布鲁克林儿童博物馆
布鲁克林儿童博物馆（英語：Brooklyn Children's Museum）是一家坐落于美国纽约市布鲁克林区王冠高地街区的儿童博物馆。它成立于1899年，是美国第一家儿童博物馆。而据一些资料显示，它也是世界上第一家儿童博物馆。
它坐落的位置不同寻常，因为周边都是住宅区。这座博物馆位于一个多层地下画廊内，经过扩建和翻新，空间扩大了一倍，于2008年9月20日重新开放，成为纽约市第一座绿色博物馆。

## 藏品与展览
布鲁克林儿童博物馆的藏品和展览反映了其悠久的历史，以及儿童教育需求因时代和环境的变化而发生的改变。它最初的展示重点是向在城市环境中长大的儿童介绍自然科学，但是在第二次世界大战之后，技术类和文化类展示变得更加重要。1975年，博物馆搬迁至现址，其所在的地下画廊为布置不断发展变化的藏品和展览提供了理想的位置。成立这家博物馆的目的不仅仅是吸引年轻观众的兴趣，而是让他们从小就培养兴趣。儿童对该博物馆的展示规划有着广泛的贡献，而且在该博物馆历史上也有相当一部分是这样做的。

## 馆史
1899年12月16日，根据布鲁克林艺术与科学研究所（现布鲁克林博物馆）的提议，布鲁克林儿童博物馆在威廉·牛顿·亚当斯（英語：William Newton Adams）故居成立。该博物馆在布鲁克林艺术与科学研究所的指导下运作，每年从纽约市政府收到大约7万美元的资金拨款，以补充其收到的捐款的不足。成立后，该博物馆的观众人数迅速增加，从1905年10月开始，每月参观人数超过13,000人。
20世纪20年代末，布鲁克林儿童博物馆在本地已故实业家莱曼·科尼利厄斯·史密斯的故居成立分馆。1930年，公共事业振兴署为博物馆配备了数百名工人，使得该博物馆在大萧条时期蓬勃发展。这些工人中有后来的儿童插画作家、民权运动者埃莉丝·克雷德尔，她在开始作家生涯之前就画过壁画。到1930年10月，博物馆每月的参观人数已达6万人次。而到了1939年，博物馆开业四十年之际，已累计接待游客900多万人次。
由于旧馆已无法满足游客日益增长的需求，布鲁克林儿童博物馆方面计划修建新馆。1967年至1968年，博物馆搬到了邻近的贝德福德-斯图伊文森特街区一家废弃的汽车陈列室内，成立了一个临时的街区博物馆，名为“贝德福德林肯街区博物馆”（英語：Bedford Lincoln Neighborhood Museum），代号为。1975年至1977年，博物馆搬到了现在的地址。新馆位于布劳尔公园的西北角、圣马克大道和布鲁克林大道的交叉口，而旧馆的维多利亚式建筑都被拆毁。新馆建筑由哈代·霍尔兹曼·费弗联合建筑事务所设计，采用了工业、农业和交通运输业的结构和标志。1996年，博物馆再次花费700万美元对场馆进行翻修，包括新建了一些微型的圆形剧场和画廊。两年后，它成为“布鲁克林之心”的成员。“布鲁克林之心”是一个文化伙伴组织，旨在促进布鲁克林区的旅游业。
2005年，布鲁克林儿童博物馆是获得卡内基公司总计2000万美元捐款的纽约市406家艺术和社会服务机构之一，这笔捐款可能是通过时任纽约市市长迈克尔·布隆伯格的捐赠得以实现的。同年，一向耗资4300万美元的扩建工程开始动工，规模几乎是原场馆的两倍，每年可接待游客40多万人次。作为其对环境完整性和能源效率承诺的一部分，该博物馆被认为是纽约市第一座利用地热井进行供暖和制冷的博物馆。